# 双丰镇 (铁力市)
双丰镇，是中华人民共和国黑龙江省伊春市铁力市下辖的一个乡镇级行政单位。

## 行政区划
双丰镇下辖以下地区：
繁荣社区、育林社区、育才社区、青林村、东方红村、红星村、曙光村、安帮河村、建国村、双河村、和平村、前进村、战斗村、朝阳村、光明村、解放村、民庆村、民主村、长有村、稳水河村、春光村、横太山村、卫东村、卫国村和卫华村。